# Ијан Хил
Ијан Френк Хил (енгл. Ian Frank Hill; рођен 20. јануара 1952) је басиста и оснивач британске хеви метал групе Џудас прист. Његов отац, који је такође био басиста у локалним џез саставима, научио га је да свира бас-гитару. Године 1969, заједно са школским другом К. К. Даунингом оснива групу Џудас прист у којој још увек свира. Познат је по тврдом и мелодичном свирању баса, што се показало као идеална позадина за двојне гитаре К. К. Даунинга и Глена Типтона и вокал Роба Халфорда.